# کتابت قرآن

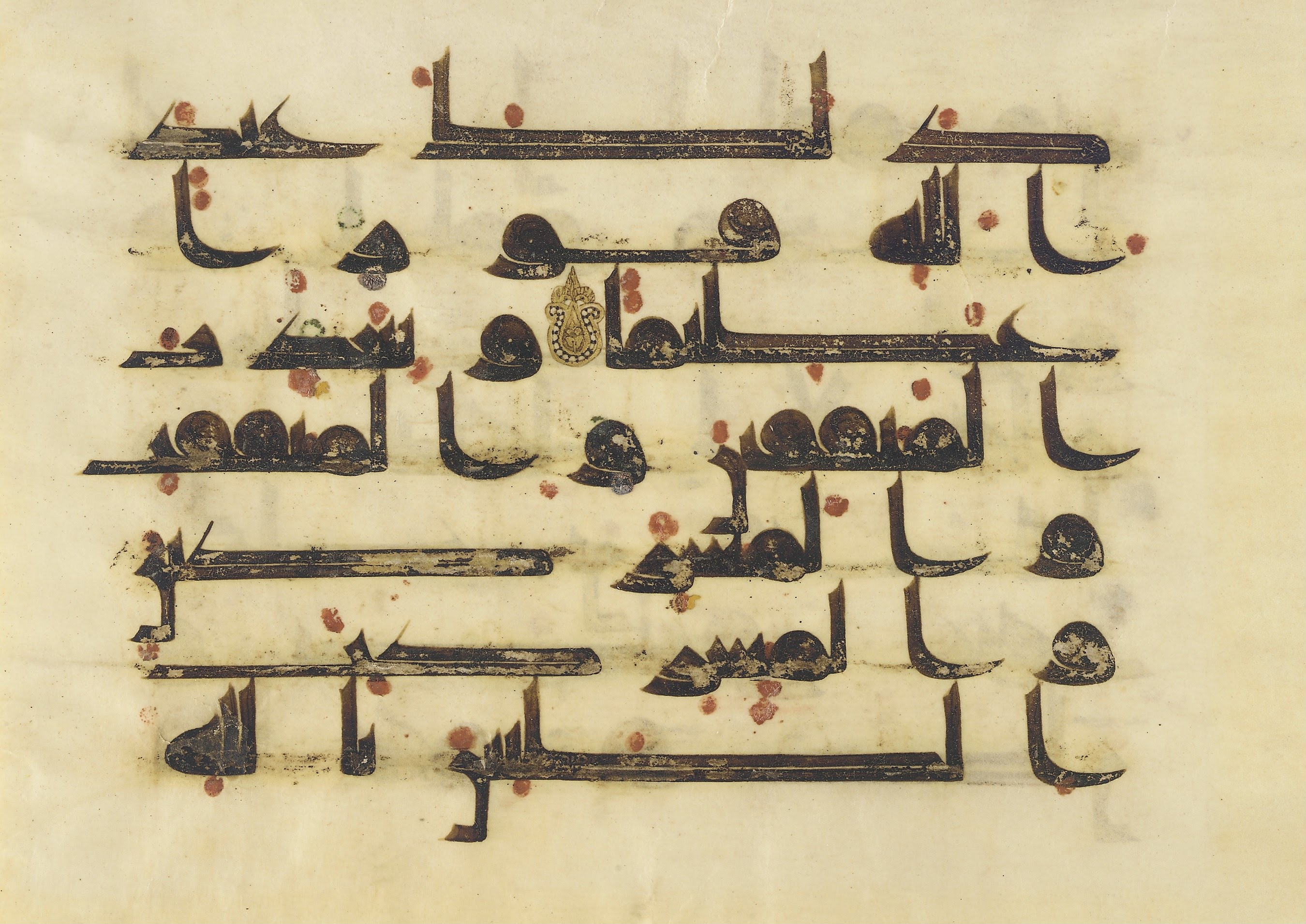
برگی از قرآن مربوط به سده ۸-۹ میلادی، به خط کوفی جوهر و رنگ و طلاکاری، ارتفاع: ۲۳٫۷ طول: ۳۳٫۶ سانتیمتر

کتابت قرآن یکی از موضوعات بنیادین در علوم قرآنی و مجموعه علوم و معارف اسلامی است و علم قرائات و نیز علم «رسم المصحف» یا علم «مرسوم الخط» جایگاه و نقش مهمی در ارتباط با حفظ اصالت و جاودانگی قرآن بر عهده دارند.

## خط
خطوط اولیه

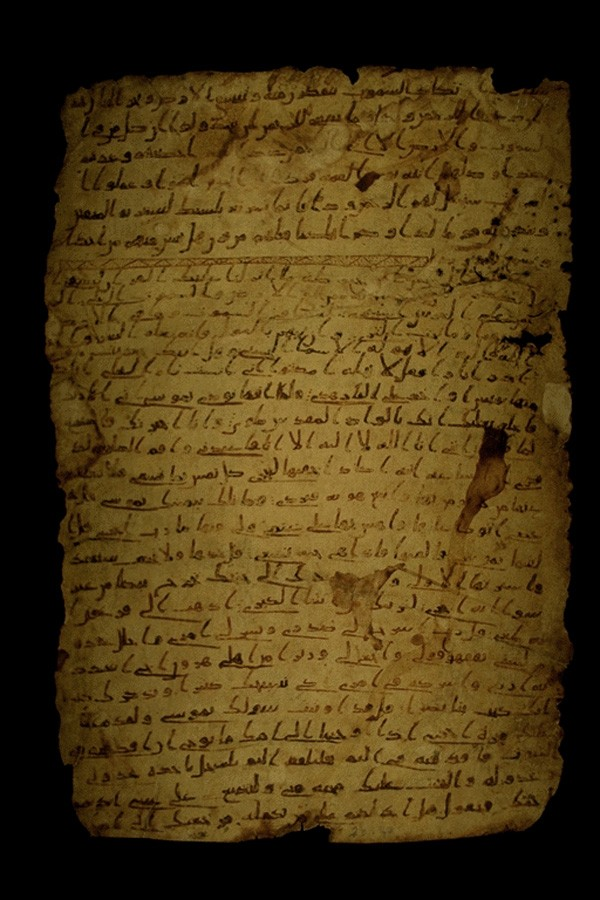
برگی از قرآن به خط حجازی

محققان بر این عقیده‌اند که اولین رشته‌های خط عربی، خط مصری (دموتیک) می‌باشد و دومین آن‌ها خط فنیقی و سومین آن‌ها خط آرامی (مسند). مورخین اسلامی بر این عقیده‌اند که خط حجازی را اعراب از مردم حیره و انبار گرفته‌اند. خط حجازی دو نوع دارد:
- نسخ اولیه: که در نامه‌نگاری و برای نوشته‌های عادی استفاده می‌شد.
- خط کوفی: که از نوع سریانی گرفته شده‌است که برای نوشته‌های مهم و رسمی به کار می‌رفت.

خط کوفی
خط کوفی تقریباً از ابتدا برای نوشتن قرآن به‌کار برده شد. پس از زمانی خط کوفی از صورت سادگی بیرون آمد و دارای قواعد و موازین معینی شد، به‌طوری‌که از آثار باقی‌مانده و قرآن‌های نوشته شده آن دوران این تکامل را می‌توان مشاهده نمود.
به‌طور کلی قرآن‌هایی که از سده‌های اولیه باقی‌مانده به‌خط کوفی نوشته شده‌است و این موضوع تا قرن پنجم هجری ادامه داشته‌است. خط کوفی قابلیت استفاده در امور تزئینی را دارا بود و خطاطان می‌توانستند براحتی آن را به هر شکل با مقاصد و نظریات خویش منطبق سازند و پس از آنکه کاربردش را در نگارش متن قرآن از دست داد بیشتر برای کتیبه‌های تزئینی در بناها یا بر روی اشیاء مختلف گرفت.
خط ریحان

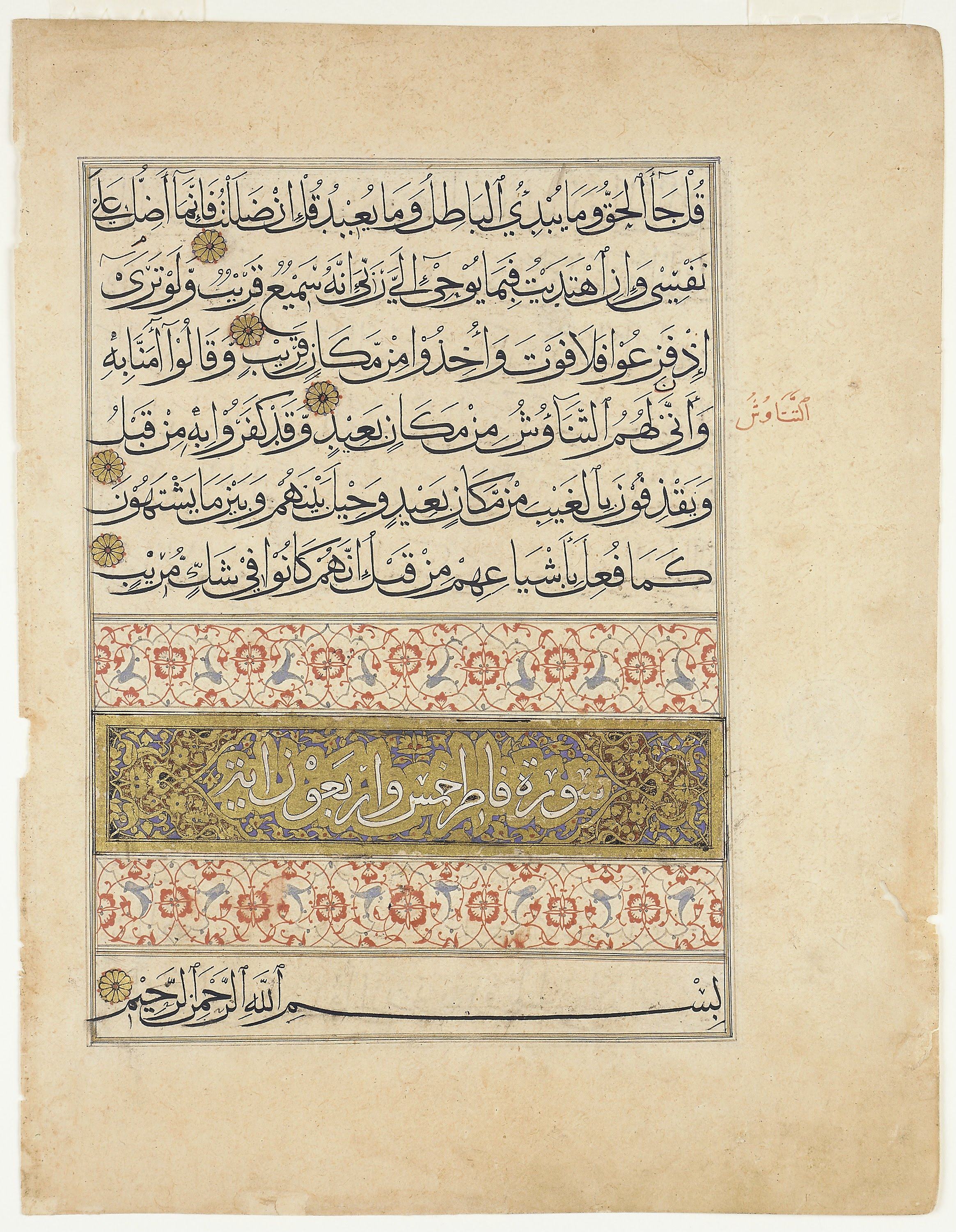
برگی از قرآن به‌خط ریحان، سده ۱۴ میلادی، مصر

خط ریحان خطی است شبیه به خط مُحَقَّق که هر دو بین سده‌های سوم تا پنجم هجری در کنار کوفی برای نگارش متن قرآن به‌کار می‌رفتند و پس از آن به‌تدریج کاربرد خود را از دست داده و به بوته فراموشی سپرده شدند. شاهزاده بایسنقر میرزا در اویل سده نهم هجری قرآن بزرگ و زیبایی را به خط محقق نوشت.
خط نسخ
خط نسخ از اواخر سده دوم هجری به بعد رایج شد و از اواخر سده سوم هجری رواج کامل یافت و به تمام سرزمین‌های شرقی که تحت تسلط اسلام بودند گسترش یافت. این خط رفته رفته برای کتابت قرآن جای خطوط دیگر نظیر کوفی یا محقق را گرفت و از سده پنجم هجری اغلب قرآن‌ها با این خط نگارش یافت و از آن زمان تاکنون نزدیک به ۱۰۰۰ سال است که در کتابت قرآن اغلب از این خط استفاده شده‌است. ایرانیان شیوه ویژه خود را در نسخ دارند و میرزا احمد نیریزی (۱۰۸۷-۱۱۵۵ قمری) از بزرگترین خوشنویسان نسخ‌نویس بوده‌است.
خط ثلث
خط ثلث یکی از خطوط زیبای اسلامی است که در کتابت قرآن استفاده شده و از خطوطی است که ابن مقله آن را تنظیم و منزه کرد. به سبب آنکه از خط ثلث خطوط دیگری را به‌وجود آورده‌اند به آن «ام‌الخطوط» گفته‌اند. از خط ثلث اغلب در نگارش کتیبه‌های مختلف در بناها یا در کتیبه‌های سرسوره‌ها استفاده می‌شود و در قرن‌های مختلف از این خط زیبا در نگارش کتیبه‌های اسلامی در اماکن مقدسه و مذهبی و کاشی‌کاری‌ها به کار رفته‌است و در کتابت متن قرآن نمونه‌های زیادی از این خط در دست نیست. خطاطان زیادی در نگارش این خط کوشش کرده‌اند که بعضی از آن‌ها عبارتند از: یاقوت مستعصمی، عبدالله صیرفی، ابراهیم بن شاهرخ، اسدالله کرمانی، علیرضا عباسی

## اعراب‌گذاری قرآن
خط عربی در زمان بعثت افزون بر آن که از نقطه خالی بود، به شکل (علائم، حرکات، حروف و کلمات)، نشانه و علامت نیز نداشت؛ از آن روی قرآن نیز، طبق معمول آن زمان، اعراب نداشت.

## تاریخ کتابت قرآن

### قرآن قرون اولیه

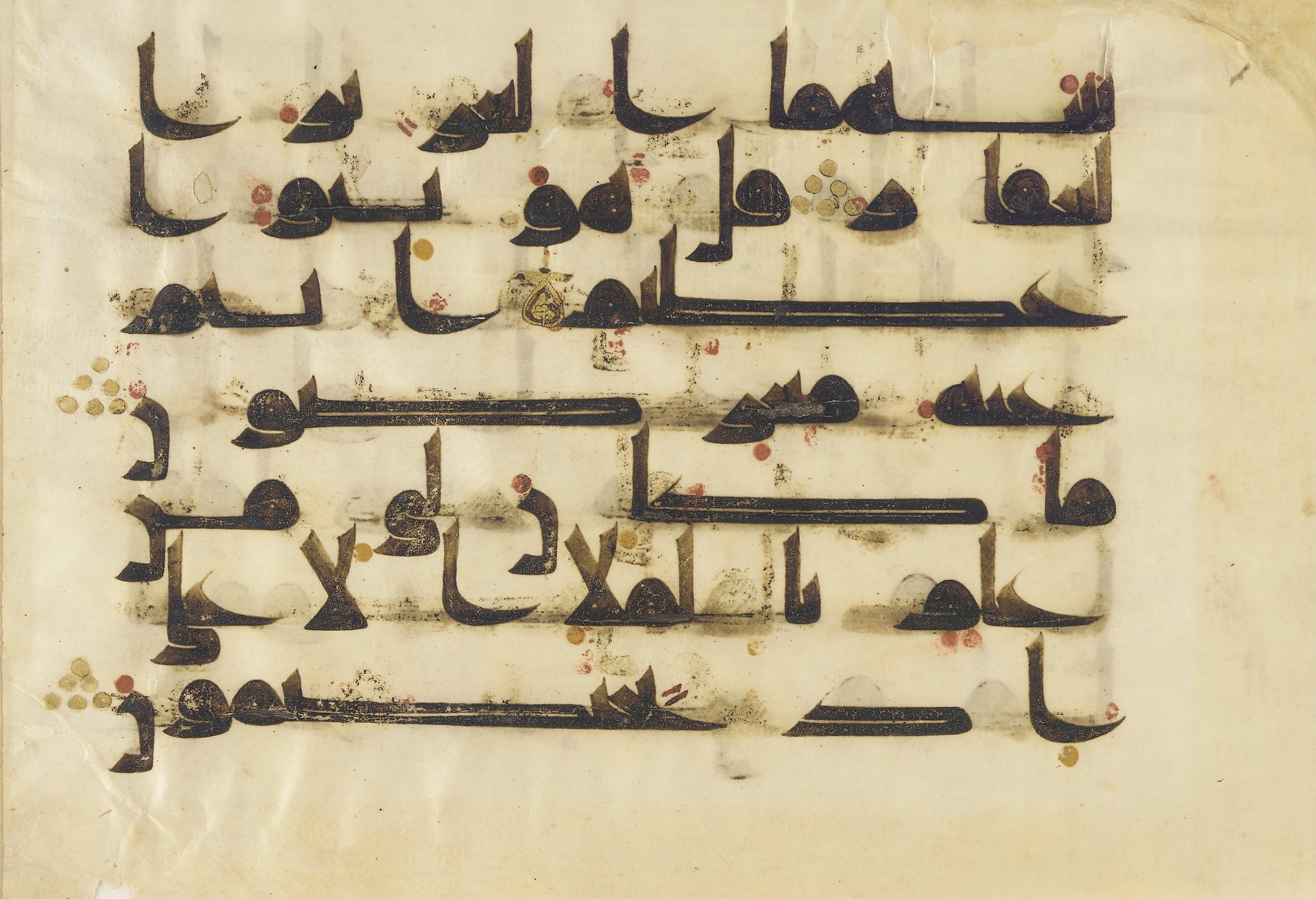
در بعضی از قرآن‌های اولیه ستاره‌هایی به عنوان تزئین است

قرآن‌های قرون اولیه هجری به خط کوفی و روی پوست نوشته می‌شد. به مدت پنج قرن کتابت منحصر به خط کوفی بود. قرآن‌های اولیه فاقد نقاط و حرکات بودند. از جمله ویژگی‌های این قرآن‌ها:
- نوع خط همه قرآن‌های این قرون کوفی است.
- این قرآن‌ها بروی پوست نگارش شده‌اند.
- اندازه قطع این قرآن‌ها متنوع است
- بعضی از خط کوفی این قرآن‌ها با نقطه و بعضی بدون نقطه‌است.
- تزئینات سر سوره به صورت مستطیل است و اسم سوره با خط کوفی محرر نگارش شده‌است.
- کاتب این قرآن‌ها معلوم نیست.
- در بعضی از این قرآن‌ها ستاره‌هایی به عنوان تزئین است.

## تذهیب

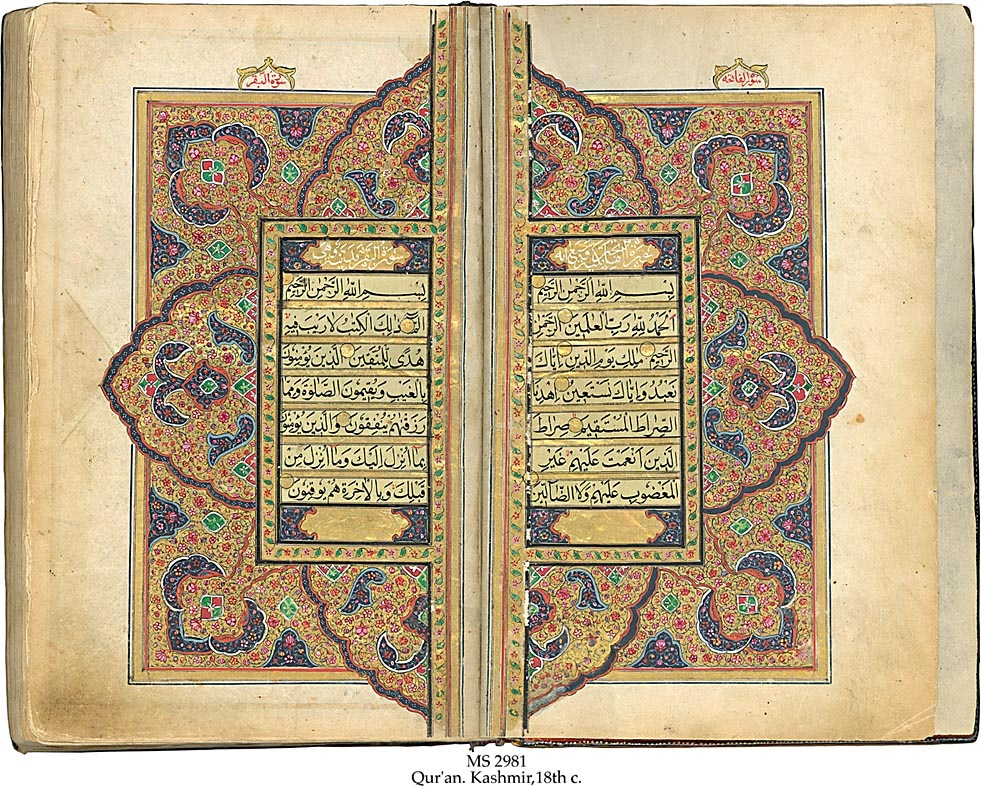
قرآن مذهب مربوط به قرن 18 میلادی، کشمیر

شاید بتوان تاریخ تذهیب قرآن را هم‌زمان با نوشتن آن دانست، به این معنی که نخست به منظور تعیین سر سوره‌ها، آیه‌ها و جزوها آن را به نوعی تزئین می‌نموده‌اند.
قدیمترین قرآن‌هایی که باقی‌مانده اغلب به خط کوفی است تاریخ تحریر آن‌ها را بایستی از قرن سوم هجری به بعد دانست. به تدریج به خاطر علاقه نسبت به قرآن و همچنین عشق به تجمل هنرمندان را بر آن داشت تا در تذهیب آن دقت بیشتری بکار برند و در نتیجه این علامات از صورت سادگی بیرون آمد و جنبه تزئینی بخود گرفت.

## جلدسازی

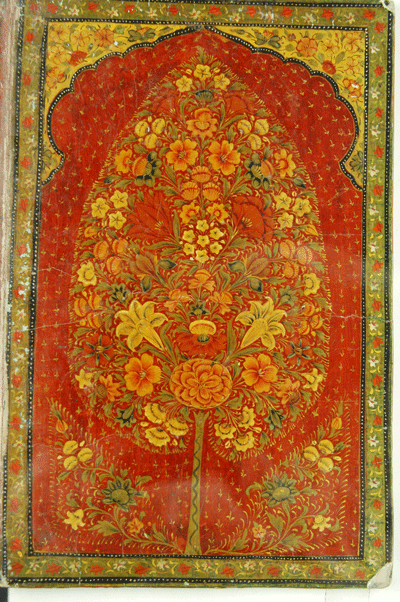
جلدی از قرآن

یکی از هنرهایی که در اوایل اسلام معمول شد هنر جلدسازی است. چنین به نظر می‌رسد که چون محافظت قرآن را هر مسلمان بر خود واجب می‌دانسته‌است از این رو معتقدین تا آنجا که میسّر بوده در حفظ کلام خدا می‌کوشیدند و تدریجاً نیز در تهیه و تزئین جلد نیز کوشش زیادی به عمل آمده‌است.